# Gülyabani
Gülyabani — другий студійний альбом турецької співачки Айлін Аслим, який було видано у квітні 2005 року. Альбом вийшов під іменем Aylin Aslım ve Tayfası. На відміну від першого, він був більш поп-роковим, мав елементи етнічного звучання та став більш популярним за перший. Після того, як вийшов альбом, Айлін виступала з концертами на території всієї Туреччини близько трьох років.

## Перелік композицій
- Gülyabani Intro
- Gülyabani
- Ben Kalender Meşrebim
- Böyledir Bu İşler
- Kayıp Kızlar
- Sokak İnsanları
- Olduğun Gibi
- Hadi Buyur
- Güldünya
- Ahh
- Gelinlik Sarhoşluğu (Bana Ne)
- Beyoğlu Kimin Oğlu

## Кліпи
| Назва                 | Відеоряд                                      | Дата випуску    |
| --------------------- | --------------------------------------------- | --------------- |
| Gülyabani             | [Архівовано 6 липня 2011 у Wayback Machine.]  | 30 августа 2005 |
| Ben Kalender Meşrebim | [Архівовано 8 травня 2012 у Wayback Machine.] | 2 мая 2005      |
| Ahh                   | [Архівовано 7 квітня 2012 у Wayback Machine.] | 5 июня 2006     |

## Учасники
- Айлін Аслим (Aylin Aslım) — вокал, тексти, музика
- Sunay Özgür — музика, гітара, бас, e-bow, бек-вокал, аранжування
- Ayça Sarıgül — бас
- Ayşe Özgümüş — гітара
- Volkan Öktem — ударні
- Mehmet Çelik — trampet, флюгельгорн
- Doğan Akyan — тромбон, бас
- Özkan Uğur — бек-вокал
- Erdem Yener — бек-вокал, гітара, текст та музика (Ahh)
- Ayben — реп-текст та вокал (Gelinlik Sarhoşluğu (Bana Ne)
- Murat Pazar — гітара, бас
- Kedi (Sunay Özgür, Ender Akay, Tanju Eren) — продюсери
- Ender Akay — запис, мікс
- Çağlar Türkmen — мастеринг
- Nazif Topçuoğlu — фотографії [1]